# Јелиће
Јелиће је насеље у Србији у општини Тутин у Рашком округу. Ово село се први пут помиње у Жичкој хрисовуњи. До 1879. године у селу су живели само православни Срби који су те године напустили село и одселили се у Топлицу. Касније на њихово место долази муслиманско становништво из Црниша. Према попису из 2022. било је 98 становника.

## Демографија
У насељу Јелиће живи 72 пунолетна становника, а просечна старост становништва износи 31,9 година (35,3 код мушкараца и 29,7 код жена). У насељу има 19 домаћинстава, а просечан број чланова по домаћинству је 5,26.
Ово насеље је великим делом насељено Бошњацима (према попису из 2002. године), а у последња три пописа, примећен је пад у броју становника.
|  |

| Демографија | Демографија | Демографија |
| Година      | Становника  | Становника  |
| ----------- | ----------- | ----------- |
| 1948.       | 166         |             |
| 1953.       | 179         |             |
| 1961.       | 243         |             |
| 1971.       | 191         |             |
| 1981.       | 224         |             |
| 1991.       | 197         | 191         |
| 2002.       | 100         | 130         |

| Етнички састав према попису из 2002.‍ | Етнички састав према попису из 2002.‍ | Етнички састав према попису из 2002.‍ | Етнички састав према попису из 2002.‍ | Етнички састав према попису из 2002.‍ |
| ------------------------------------ | ------------------------------------ | ------------------------------------ | ------------------------------------ | ------------------------------------ |
|                                      |                                      |                                      |                                      |                                      |
| Бошњаци                              | Бошњаци                              |                                      | 99                                   | 99,0%                                |
| непознато                            | непознато                            |                                      | 1                                    | 1,0%                                 |

| Година пописа     | 1948. | 1953. | 1961. | 1971. | 1981. | 1991. | 2002. |
| ----------------- | ----- | ----- | ----- | ----- | ----- | ----- | ----- |
| Број домаћинстава | 20    | 26    | 31    | 24    | 38    | 36    | 19    |

| Број чланова      | 1 | 2 | 3 | 4 | 5 | 6 | 7 | 8 | 9 | 10 и више | Просек |
| ----------------- | - | - | - | - | - | - | - | - | - | --------- | ------ |
| Број домаћинстава | 1 | 2 | 0 | 5 | 4 | 2 | 2 | 1 | 1 | 1         | 5,26   |

| Пол    | Укупно | Неожењен/Неудата | Ожењен/Удата | Удовац/Удовица | Разведен/Разведена | Непознато |
| ------ | ------ | ---------------- | ------------ | -------------- | ------------------ | --------- |
| Мушки  | 33     | 12               | 20           | 1              | 0                  | 0         |
| Женски | 45     | 18               | 25           | 1              | 1                  | 0         |
| УКУПНО | 78     | 30               | 45           | 2              | 1                  | 0         |

| Пол    | Укупно                    | Пољопривреда, лов и шумарство | Рибарство                            | Вађење руде и камена | Прерађивачка индустрија       |
| ------ | ------------------------- | ----------------------------- | ------------------------------------ | -------------------- | ----------------------------- |
| Мушки  | 11                        | 8                             | 0                                    | 0                    | 2                             |
| Женски | 5                         | 5                             | 0                                    | 0                    | 0                             |
| УКУПНО | 16                        | 13                            | 0                                    | 0                    | 2                             |
| Пол    | Производња и снабдевање   | Грађевинарство                | Трговина                             | Хотели и ресторани   | Саобраћај, складиштење и везе |
| Мушки  | 0                         | 0                             | 0                                    | 1                    | 0                             |
| Женски | 0                         | 0                             | 0                                    | 0                    | 0                             |
| УКУПНО | 0                         | 0                             | 0                                    | 1                    | 0                             |
| Пол    | Финансијско посредовање   | Некретнине                    | Државна управа и одбрана             | Образовање           | Здравствени и социјални рад   |
| Мушки  | 0                         | 0                             | 0                                    | 0                    | 0                             |
| Женски | 0                         | 0                             | 0                                    | 0                    | 0                             |
| УКУПНО | 0                         | 0                             | 0                                    | 0                    | 0                             |
| Пол    | Остале услужне активности | Приватна домаћинства          | Екстериторијалне организације и тела | Непознато            | Непознато                     |
| Мушки  | 0                         | 0                             | 0                                    | 0                    | 0                             |
| Женски | 0                         | 0                             | 0                                    | 0                    | 0                             |
| УКУПНО | 0                         | 0                             | 0                                    | 0                    | 0                             |